# Halloween (film, 2007)
Vous lisez un « bon article » labellisé en 2016.
Pour les articles homonymes, voir La Nuit des masques, Halloween (film, 2018) et Halloween (homonymie).
Série Halloween
Halloween: Resurrection
(2002) Halloween 2
(2009)
Pour plus de détails, voir Fiche technique et Distribution.
Halloween est un film d'horreur américain réalisé par Rob Zombie, sorti en 2007. C'est le remake du classique de John Carpenter, Halloween : La Nuit des masques, sorti en 1978. C'est le 9e opus de la série de films Halloween.
Il met en vedette Malcolm McDowell dans le rôle du Dr Samuel Loomis et Tyler Mane dans celui de Michael Myers, tandis que Scout Taylor-Compton incarne Laurie Strode, Danielle Harris joue le rôle d'Annie Brackett, Kristina Klebe celui de Lynda Van Der Clok, Sheri Moon Zombie incarne Deborah Myers et Brad Dourif le shérif Brackett. Daeg Faerch incarne, quant à lui, le rôle de Michael Myers à l'âge de 10 ans.
Le film de Rob Zombie s'intéresse au psychisme du meurtrier, en essayant d'expliquer la source du mal et de l'humaniser, tandis que dans le film original, ces questions n'étaient pas traitées. Suivant le conseil de John Carpenter de « faire son propre film », Rob Zombie choisit de le développer comme un prologue plutôt qu'un remake, en ajoutant un contenu original.
L'intrigue suit la vie du jeune Michael Myers dans la petite ville d'Haddonfield qui, après avoir tué la moitié de sa famille avec un couteau de boucher le soir d'Halloween, est interné dans un asile psychiatrique. Quinze ans plus tard, la veille d'Halloween, Michael, devenu un géant de plus de deux mètres à la force inouïe, s'échappe et prend la direction d'Haddonfield pour retrouver sa petite sœur, devenue adolescente. Le Docteur Loomis qui connait bien Michael et le danger qu'il représente se jette à ses trousses.
L'avant-première d'Halloween se déroule le 23 août 2007 au Grauman's Chinese Theatre, à Hollywood, en présence de toute l'équipe.
Le film, qui coûte 15 000 000 $, nonobstant quelques critiques négatives, rapporte 80 460 948 $ dans le monde entier, ce qui en fait l'un des meilleurs résultats au box-office de toute la franchise. À Halloween succède une suite en 2009, Halloween 2, également écrite, réalisée et produite par Rob Zombie.

## Synopsis

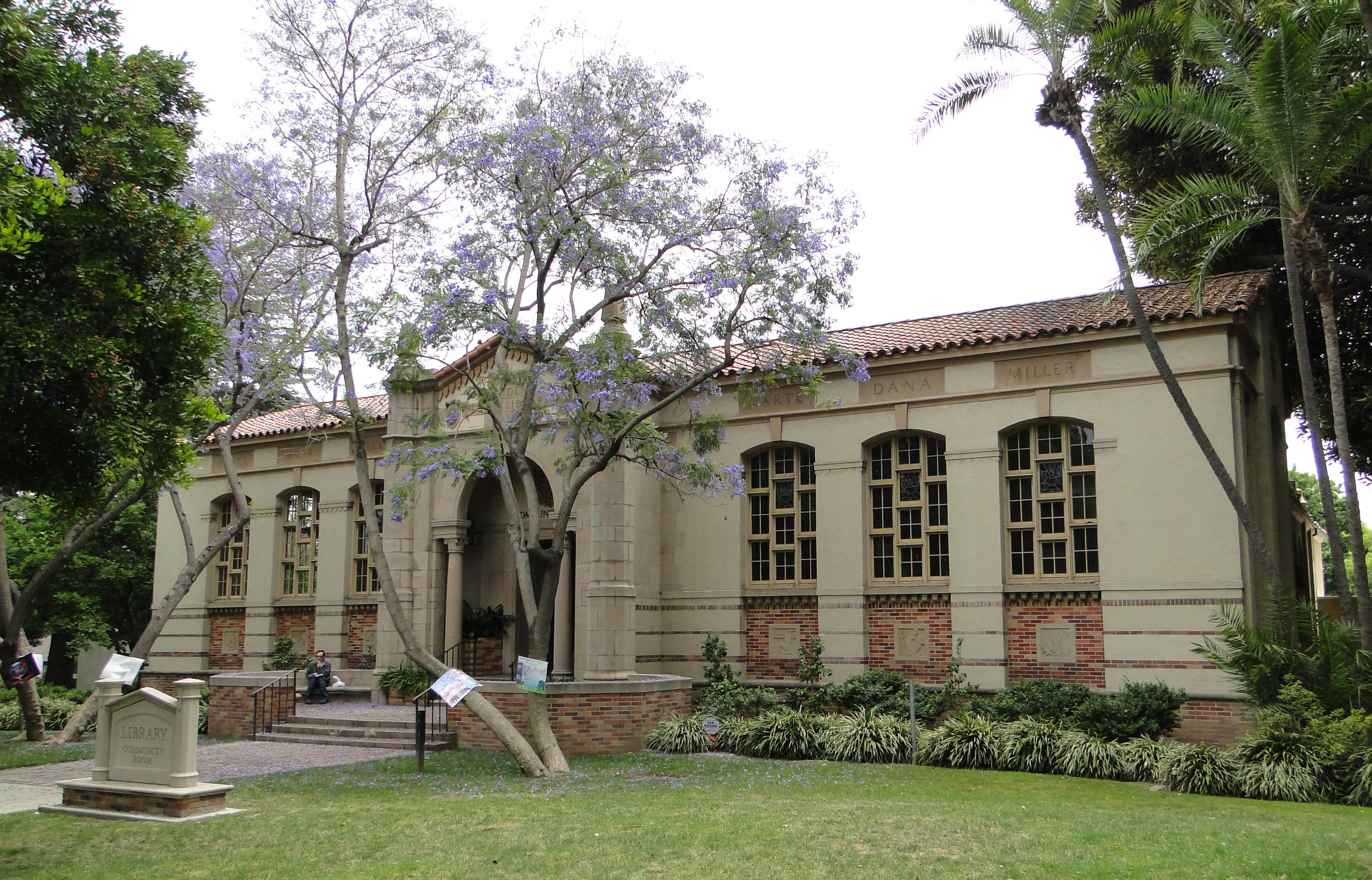
La bibliothèque publique de South Pasadena, en Californie du sud. Le bâtiment a été utilisé pour le tournage des scènes qui se déroulent au lycée d'Haddonfield.

1975, le jour d'Halloween, dans la petite ville d'Haddonfield, dans l'Illinois, Michael Myers, perturbé par d'étranges pulsions meurtrières, tue son rat de compagnie. Plus tard, alors qu'il descend prendre son petit déjeuner, Ronnie, son beau père, le menace de lui mettre une raclée car Michael ne veut pas enlever son masque. Sa mère, une strip-teaseuse, doit supporter les colères de Ronnie et s'occuper de « Boo », la petite sœur de Michael. Comme si cela ne suffisait pas, sa grande sœur, Judith, prend aussi plaisir à embêter Michael.
Dans la journée, alors qu'il est surpris par le proviseur de son école en train de se battre avec deux autres élèves qui le harcelaient, on découvre dans son sac le cadavre d'un chat errant ainsi que plusieurs photos d'animaux morts. La mère de Michael est convoquée par le proviseur afin que le jeune garçon suive un traitement dans le but de « guérir » ses pulsions. Elle rencontre alors le pédopsychiatre Samuel Loomis, qui tente, tant bien que mal, de la convaincre que Michael a besoin d'aide. Profitant de la conversation qu'a sa mère avec le Dr Loomis, Michael récupère dans son casier son masque de clown et s'enfuit de l'établissement. Il suit l'un des élèves avec lesquels il s'était battu jusqu'au milieu des bois et le tue violemment à l'aide d'un énorme bâton.
Le soir même, alors que sa mère est partie au travail, Michael, entièrement revêtu de son costume de clown, essaie en vain de convaincre sa sœur de l'accompagner chercher des bonbons, mais celle-ci refuse, préférant se livrer à une partie de jambes en l'air avec son petit ami. Michael saisit alors un grand couteau de cuisine et un rouleau de ruban adhésif et ligote l'amant alcoolique de sa mère à son fauteuil avant de lui trancher sèchement la gorge. Il attend ensuite que le copain de sa sœur descende se préparer un sandwich et lui explose le crâne à l'aide d'une batte de baseball en aluminium. Il monte trouver sa sœur dans sa chambre et enfile un masque en latex que le défunt petit ami de celle-ci avait amené pour faire l'amour. Il la poignarde à plusieurs reprises avant qu'elle ne s'écroule dans le couloir.
Quelque temps plus tard, sa mère rentre du travail et voit Michael, assis dehors avec, dans ses bras, sa sœur Angel, qu'il surnomme « Boo ».
Très vite, la police et les journalistes débarquent et le petit Michael est immédiatement placé en hôpital psychiatrique avec, comme médecin, le Dr Loomis. Son état de santé se détériore rapidement. Alors qu'il se retrouve seul avec une infirmière, il l'agresse sauvagement en lui plantant une fourchette dans le cou. Dès lors, il s'enferme dans un mutisme total et ne vit plus qu'en concevant des masques.
Deborah, la mère de Michael, finit par se suicider alors qu'elle regardait un film de famille.
Quinze ans plus tard, le soir du 30 octobre 1990, Michael, devenu un géant de deux mètres de haut, a développé une force inouïe, s'évade après avoir tué les gardes qui étaient censés le transférer dans un autre bâtiment. Puis il prend la direction d'Haddonfield, pour retrouver et tuer Angel (devenue Laurie Strode), maintenant âgée de 17 ans. Mais avant, il tue encore un conducteur de 18 roues, lui vole son habit de travail et rentre chez lui où il retrouve son masque en latex. Le docteur Loomis, n'ayant été prévenu de son évasion que très tard, prend tout de suite la route pour Haddonfield, où il compte prévenir le shérif Brackett. Mais c'est trop tard, Michael a déjà tué plusieurs personnes, dont l'amie de Laurie, Lynda, et a déjà attaqué Annie, l'autre amie de Laurie et la fille du shérif. Ensuite, il kidnappe Laurie et l'amène dans leur maison d'enfance. Là, alors que Michael essaie de lui faire comprendre leur lien de parenté, ce que Laurie ne comprend pas car Michael reste muet, Laurie poignarde Michael dans l'épaule et tente de s'enfuir. Mais Michael semble pouvoir résister au coup et se relève, et manque d'attraper Laurie avant que celle-ci ne réussisse à sortir par un conduit d'aération.
Le docteur Loomis arrive à temps pour s'interposer entre Myers et Laurie, qui était tombée dans le creux d'une piscine vide, et tire sur Michael avant que celui-ci n'ait eu le temps de tuer Laurie. Mais alors que Loomis le croit mort, Michael se relève, attrape Laurie avec l'intention de la tuer. Mais Loomis essaie de le raisonner, lui disant qu'il a échoué en tant que psychiatre. Michael laisse alors s'échapper Laurie pour attraper Loomis, lui pressant le crâne et le laissant pour mort. Laurie court se réfugier dans la vieille maison abandonnée et se cache dans le vieux plafond. Michael la suit et détruit le plafond à l'aide d'une grosse planche en bois. Le plafond cède et Laurie passe à travers. En sang, Laurie fait face à Michael avec l'arme du docteur Loomis. Mais Michael se jette sur elle et tous les deux passent à travers une fenêtre. En bas, Laurie tire une balle dans le visage de son frère avant d'être victime d'une crise d'hystérie.

## Fiche technique
Sauf indication contraire, les informations mentionnées dans cette section peuvent être confirmées par les bases de données cinématographiques IMDb et Allociné,  présentes dans la section « Liens externes ».
- Titre original, français et québécois : Halloween
- Réalisation : Rob Zombie
- Scénario : Rob Zombie, d'après le scénario original de Halloween : La Nuit des masques écrit par John Carpenter et Debra Hill †
- Musique : Tyler Bates avec le thème "Halloween" de John Carpenter
  - Orchestration : Tim Williams
  - Montage musical : Darrell Hall
- Direction artistique : T. K. Kirkpatrick
- Décors : Anton Tremblay
- Costumes : Mary E. McLeod
- Maquillage : Douglas Noe
- Coiffure : Yvonne Depatis-Kupka
- Photographie : Phil Parmet
- Son : Barney Cabral, Patrick Cyccone Jr., Daniel J. Leahy, Perry Robertson, Scott Sanders
- Montage : Glenn Garland
- Production : Malek Akkad, Andy Gould et Rob Zombie
  - Production exécutive : Andrew G. La Marca
  - Production déléguée : Matthew Stein, Bob Weinstein et Harvey Weinstein
  - Production associée : Patrick Esposito
- Sociétés de production : Nightfall Productions, Spectacle Entertainment Group, The Weinstein Company, Trancas International Films et Vision Entertainment Group[1], présenté par Dimension Films
- Sociétés de distribution : Metro-Goldwyn-Mayer (États-Unis) ; TFM Distribution[2] (France) ; Sony[2] (Belgique) ; Ascot Elite Entertainment Group (Suisse romande) ; Alliance Atlantis Motion Picture Distribution (Québec)
- Budget : 20 millions de $[3]
- Pays de production :  États-Unis
- Langue originale : anglais
- Format : couleur (Technicolor) - 35 mm - 2,39:1 - son DTS / SDDS / Dolby
- Genre : épouvante-horreur (slasher)
- Durée : 110 minutes / 121 minutes (Director's cut)
- Dates de sortie[4] :
  - États-Unis, Québec : 31 août 2007[5]
  - France, Suisse romande : 10 octobre 2007[6],[7]
  - Belgique : 31 octobre 2007[8]
- Classification :
  - États-Unis : interdit aux moins de 17 ans (R – Restricted)[N 3]
  - France : interdit aux moins de 16 ans[9],[N 4]
  - Belgique : potentiellement préjudiciable jusqu'à 16 ans (KNT/ENA : Kinderen Niet Toegelaten  / Enfants Non Admis)[8],[10],[N 5]
  - Québec : 16 ans et plus (violence) (16+ / 16 years and over)[5]

## Distribution
- Scout Taylor-Compton (VF : Ingrid Donnadieu ; VQ : Catherine Bonneau) : Laurie Strode
- Malcolm McDowell (VF : Jean-Pierre Leroux ; VQ : Mario Desmarais) : Dr Samuel Loomis
- Tyler Mane : Michael Myers
- Danielle Harris (VF : Mélodie Orru ; VQ : Aline Pinsonneault) : Annie Brackett
- Kristina Klebe (VF : Audrey Lamy ; VQ : Joëlle Morin) : Lynda Van Der Clok
- Daeg Faerch (VF : Tom Trouffier ; VQ : François-Nicolas Dolan) : Michael Myers, enfant
- Brad Dourif (VF : Enrique Carballido ; VQ : Jacques Lavallée) : le shérif Leigh Brackett
- Sheri Moon Zombie (VF : Ludmila Ruoso ; VQ : Marie-Andrée Corneille) : Deborah Myers
- William Forsythe (VF : Patrick Bonnel ; VQ : Éric Gaudry) : Ronnie White
- Hanna Hall : Judith Myers
- Dee Wallace (VQ : Claudine Chatel) : Cynthia Strode
- Pat Skipper : Mason Strode
- Skyler Gisondo (VQ : Laetitia Isambert-Denis) : Tommy Doyle
- Jenny Gregg Stewart : Lindsey Wallace
- Danny Trejo (VQ : Manuel Tadros) : Ismael Cruz
- Clint Howard (VF : Jérôme Pouly ; VQ : Luis de Cespedes) : Dr Koplenson
- Ken Foree (VF : Bruno Henry) : Big Joe Grizzly
- Daryl Sabara (VF : Benjamin Bellecour ; VQ : Xavier Dolan) : Wesley Rhoades
- Richard Lynch (VF : Gilbert Beugniot) : principal Chambers
- Adam Weisman : Steve Haley
- Nick Mennell : Bob Simms
- Max Van Ville : Paul
- Daniel Roebuck : Lou Martini
- Udo Kier : Morgan Walker
- Lew Temple : Nole Kluggs
- Sid Haig : Chester Chesterfield
- Bill Moseley : Zach “Z-Man” Garrett
- Tom Towles : Larry Redgrave
- Leslie Easterbrook : Patty Frost
- Micky Dolenz : Derek Allen
- Sybil Danning : l'infirmière Wynn

Version française réalisée par Alter Ego ; direction artistique : Hervé Icovic ; adaptation des dialogues : Ghislaine Gozès
Version québécoise réalisée par Cinélume ; direction artistique : Sébastien Dhavernas ; adaptation des dialogues : Bérengère Rouard et Thibaud de Courrèges

## Production

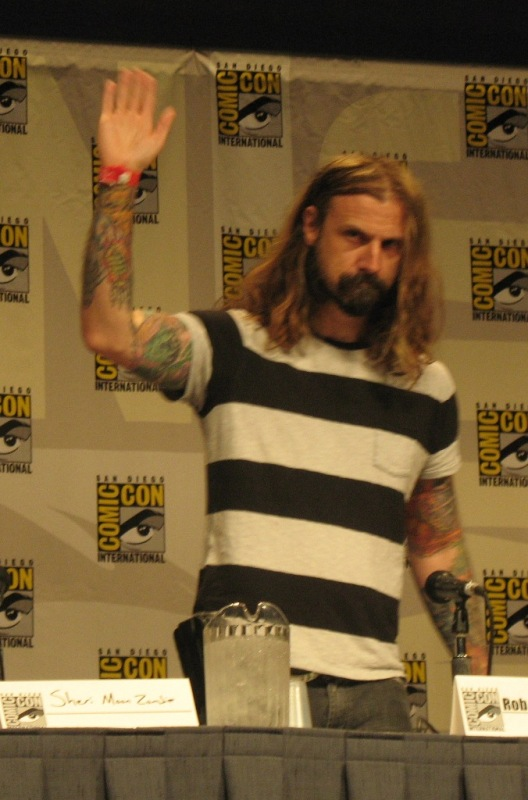
Rob Zombie au San Diego Comic-Con en 2007.

### Genèse et développement
En 2005, trois ans après la sortie d'Halloween: Resurrection, les frères Weinstein, producteurs de la franchise, constatent que le cinéma d'horreur connait un regain d'intérêt auprès du public grâce aux remakes comme Massacre à la tronçonneuse et La Maison de cire. Ces films rencontrent un certain succès en proposant un retour aux sources et modernisent à la fois l'histoire et les personnages. Ils décident alors de s'inspirer de cette nouvelle vague de films d'horreur et de lancer une préquelle à la saga. Le projet Halloween: The Missing Years a alors pour but de suivre la vie du jeune Michael Myers en hôpital psychiatrique. Mais le projet est annulé juste après la mort de Moustapha Akkad, producteur de la franchise depuis le premier film. Les frères Weinstein pensent alors à lancer un crossover Michael vs. Pinhead, surfant sur le succès du film Freddy contre Jason, mais cette idée est vite oubliée par les studios.
Quelques mois plus tard, alors que Malek Akkad reprend les affaires familiales, le projet du remake/préquelle refait surface avec Halloween: Retribution. Le réalisateur Oliver Stone est alors approché pour mettre en scène le film mais abandonne finalement pour réaliser World Trade Center. Les producteurs se tournent alors vers Rob Zombie, un réalisateur qui rencontre un certain succès avec son film The Devil's Rejects.

La société de production Dimension Films cherche donc à mettre la main sur le réalisateur, ex-leader du groupe White Zombie, pour s'atteler à ce nouveau projet. Rob Zombie, fan inconditionnel de La Nuit des masques et de John Carpenter, accepte la proposition à la seule condition de pouvoir raconter sa propre histoire et d'imposer sa vision du film tout en restant fidèle à l'original. Il déclare alors au magazine Mad Movies : 

« On ne peut pas dire que j'ai choisi de faire un remake de La Nuit des masques, C'est plutôt lui qui m'a choisi. Les producteurs tenaient vraiment à mettre en chantier un nouvel épisode, mais ne savaient pas comment faire : une préquelle ? Une suite à Halloween : Resurrection ? Ils étaient vraiment perdus. »

 C'est donc le 4 juin 2006 que la société de production Dimension Films annonce la venue de Rob Zombie à la barre du nouveau film. Le plan est que Zombie soit à la fois réalisateur, scénariste, producteur et superviseur de la musique.
Zombie appelle Carpenter par respect et lui demande conseil pour son film, il lui répond qu'il doit « faire son propre film. » Lors d'une entrevue Zombie annonce que son film sera un remake du film original mais avec une partie préquelle sur la jeunesse de Michael Myers. L'idée du réalisateur est de faire redevenir Myers comme une icône horrifique et pas comme un simple antagoniste.
Alors que le film est encore au stade de préproduction, les studios décident de dévoiler un premier teaser début 2007. Même s'il ne contient aucune image du film - le tournage n'a pas encore débuté - il véhicule une ambiance malsaine, sale et hypnotique. Il a pour but d'attiser la curiosité des fans et de donner un avant-goût du ton qu'aura le film.

### Scénario
Pour faire son remake, Rob Zombie ne veut pas se contenter de refaire le film de Carpenter plan par plan mais bien de se réapproprier le film. Il déclare : « Je pense que des histoires comme celle-ci peuvent être racontées à nouveau. Peu importe la qualité de l'original. Je pense qu'il y avait de nouvelles choses à faire avec celle-ci. » Malgré tout, le producteur Malek Akkad déclare qu'ils se devaient de conserver certains personnages et certains moments cultes. Toujours selon Akkad, le remake de La Nuit des masques se devait de proposer une approche moderne de l’horreur, tout en gardant l'esprit du film original, car les spectateurs d'aujourd'hui attendent autre chose qu'en 1978.
Zombie développe ainsi une première partie préquelle qui raconte l'enfance douloureuse de Michael Myers. Pour ce faire il s'emploie à faire ressembler Michael à un vrai psychopathe et de donner une explication à son envie de porter un masque. Les raisons de son retour à Haddonfield sont plus ambiguës. Comme l'explique Zombie : « Veut-il essayer de tuer Laurie ou tout simplement la trouver parce qu'il l'aime ? »
Par ailleurs, Zombie ne veut pas que Michael conduise une voiture comme dans le film de 1978. Le réalisateur s'emploie à retirer tous les éléments fantastiques qui gravitaient autour de Michael Myers. Zombie déclare : « J'ai abordé mon sujet comme s'il s'agissait d'un fait-divers réel, c'est une approche très sombre. Halloween est un film réaliste et brutal. » Même si l'histoire met davantage l'accent sur Michael Myers, Zombie n'oublie pas d'approfondir les personnages qui l'entourent. Ainsi, les relations entre Myers et le docteur Loomis sont beaucoup plus développées que dans le film original.
Le film est clairement divisé en trois parties distinctes retraçant la vie de Michael Myers. Dans un premier temps, Zombie développe l'enfance tourmentée de Myers. Il vit alors avec une famille peu ordinaire, mère strip-teaseuse et beau-père violent, et avec des camarades de classe qui se montrent irrespectueux et violents. Toute la première partie sert à expliquer ce qui mène à une tragédie. Dans un second temps, ce sont les années d'internement à l'asile qui sont développées. Pour finir, la troisième partie se concentre sur la traque de Laurie Strode à Haddonfield.
Le producteur Malek Akkad révèle que les deux premières parties sont beaucoup plus approfondies car ce sont des éléments que le film de John Carpenter ne montre pas. Pour pouvoir développer le personnage de Michael Myers, Zombie avoue au magazine Mad Movies qu'il a étudié des cas d'enfants psychopathes pour essayer d'analyser comment des troubles du comportement les affectent au jour le jour. Le réalisateur travaille sur le fait que Michael Myers perde petit à petit la parole, qu'il devienne progressivement une silhouette sombre et menaçante.
Une fois le premier jet du script terminé, un internaute réussit à mettre la main dessus et met le scénario sur internet. Les réactions des fans sont assez violentes face au résultat et lancent une pétition sur le net pour obliger le réalisateur à revoir son scénario. Effrayé par les réactions, les producteurs demandent à Zombie de réécrire certaines scènes. Zombie accepte de revoir son scénario en conservant malgré tout l'histoire et ses idées.

### Attribution des rôles

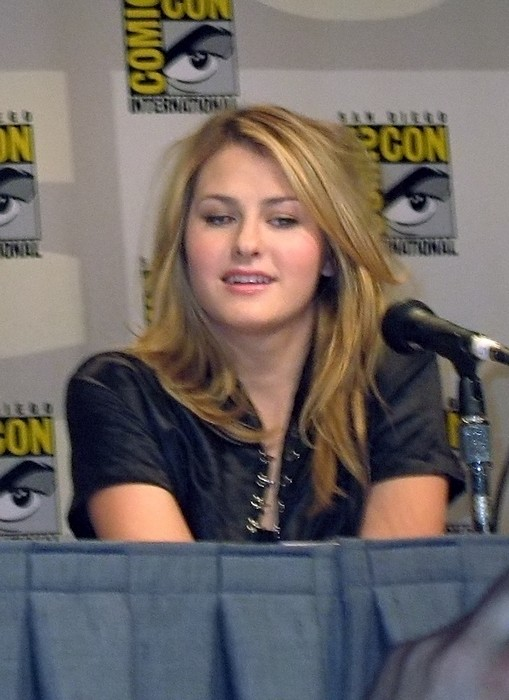
Scout Taylor-Compton au San Diego Comic-Con en 2007.

Le 19 décembre 2006, Zombie annonce au site Bloody-Disgusting que Daeg Faerch a été choisi pour jouer le rôle de Michael Myers à dix ans. Il révèle plus tard que le choix de l'acteur était très important. Si le choix n'était pas bon, tout le film ne marcherait pas parce que son rôle est décisif dans l'histoire. Mais Zombie est très satisfait du choix car, selon lui, Daeg a une étonnante capacité pour avoir l'air effrayant tout en restant naturel. L'acteur, alors âgé de 11 ans, a dû obtenir l'autorisation de sa mère pour regarder le film original avant le début du tournage.
Plus tard, il annonce que l'acteur Malcolm McDowell a quant à lui été choisi pour le rôle du Dr Samuel Loomis. Zombie ne s'est jamais caché du fait qu'il a toujours été un grand fan du film Orange mécanique où Malcolm McDowell jouait le rôle d'Alex. Dès le premier jour, Zombie voulait McDowell dans le rôle de Loomis. L'acteur déclare qu'il n'a jamais vu un seul Halloween de sa vie et qu'il ne s'inspirerait donc pas du jeu de Donald Pleasence.

Le 24 décembre 2006, Zombie annonce que Tyler Mane a été pris pour le rôle de Michael Myers adulte, Mane avait déjà joué dans The Devil's Rejects. Par la suite l'acteur déclare dans une interview qu'il est très difficile de jouer seulement avec l'expression du regard : 

« Je ne pouvais m'exprimer émotionnellement qu'à travers mes mouvements corporels et mes yeux. La marge de manœuvre est limitée, mais c'est une expérience très enrichissante. Les gens me demandent si l'équipe avait prévu des masques légèrement différents pour faire passer telle ou telle émotion, mais ce n'est pas le cas. »

Plusieurs actrices, comme notamment Emma Stone, auditionnent pour le rôle de Laurie Strode bien que Scout Taylor-Compton soit le premier choix du réalisateur. Zombie explique au magazine Mad Movies que le casting du personnage était tellement important pour les producteurs qu'il devait s'efforcer de rencontrer d'autres actrices qui auditionnaient pour le rôle. Zombie choisit donc Scout Taylor-Compton car, selon ses dires, elle possède vraiment l'étoffe d'une Scream Queen. Le rôle du shérif Brackett est assuré par Brad Dourif, qui est surtout connu pour prêter sa voix au personnage de Chucky. Le rôle de Lynda, l'une des deux meilleures amies de Laurie, est tenu par Kristina Klebe qui abandonne alors l'opportunité de jouer dans une pièce de théâtre sur le Marat-Sade pour pouvoir jouer dans Halloween,. Sheri Moon Zombie, la femme du réalisateur, incarne le rôle de Deborah Myers, la mère de Michael Myers. Pour compléter le casting des personnages principaux, Danielle Harris, qui avait déjà incarné le personnage de Jamie Lloyd dans Halloween 4 et Halloween 5, est choisie pour le rôle d'Annie Brackett. Bien qu'au départ Zombie ne veut pas d'acteurs provenant d'anciens Halloween, il est cependant convaincu par les auditions de la jeune femme.

### Tournage
Le tournage se déroule du 29 janvier 2007 au 22 mars 2007, pour un total de 38 jours. Les prises de vues ont eu lieu à Los Angeles, à South Pasadena et à Altadena en Californie du Sud. L’essentiel des prises de vues sont tournées à l'endroit même où Halloween : La Nuit des masques avait été réalisé. Peu de temps après le début de la production, Zombie exprime son soulagement face au résultat concernant le masque de Michael Myers qu'il trouve parfait, ressemblant à l'original. Wayne Toth, le responsable des effets spéciaux, révèle que neuf copies du masque ont été fabriqués pour les besoins du tournage, trois pour la version neuve et six pour la version usée. Pour que le film parle à plus de gens, Zombie choisit de ne pas indiquer l'année où commence le film. Mais de nombreux détails dans les accessoires, vêtements ou véhicules laissent présager que la première partie du film se situe dans les années 1970.
Le délai de postproduction entre la fin de tournage et la sortie du film est relativement court mais le réalisateur explique que les délais sont respectables, puisque le film n'a pas recours aux images de synthèse, ce qui prend aujourd'hui le plus de temps en postproduction. Comme le film est tourné au printemps, l'équipe de production a dû recourir à certains trucages pour donner l'illusion de l'automne. Ainsi, deux cents sacs de feuilles brunes et rouges furent utilisés durant le tournage.
Contre toute attente, Zombie se refuse à glorifier la violence avec des effets gore inutiles. Sa volonté est d'essayer de rendre le spectateur malade avec des scènes de meurtres réalistes et troublantes. Le réalisateur déclare : « Il n'y a aucun problème à regarder la violence au cinéma. En revanche, il faut qu'elle soit présentée de manière adéquate. Tout réside dans la façon de présenter les choses. »
Pour ce faire, Rob Zombie et Phil Parmet, le directeur de la photographie, choisissent de présenter certaines scènes comme quelque chose de très violent et viscéral, à la manière d'un documentaire. Selon le réalisateur, il est parfois plus terrifiant de n’avoir qu’une vision parcellaire d'une scène violente, plutôt que de tout montrer et de rentrer dans le gore à outrance. Pour avoir une progression dans l'ambiance des différentes périodes, Parmet se charge de modifier l'image numériquement en postproduction pour que le film se refroidisse à mesure que l'on avance dans l'histoire de Myers, avec des tons chauds au début du film pour finir vers des tons plus froids, granuleux et glacés.
Une version provisoire du film, dite workprint, est montrée aux producteurs pour la validation finale. Dans cette copie de travail, il y avait une séquence différente de l'évasion du tueur et une fin alternative. Ces deux scènes ne faisant pas l'unanimité pour les producteurs, Zombie fut obligé de tourner des scènes additionnelles pour satisfaire les studios. Peu de temps avant la sortie du film, la copie de travail est diffusée sur Internet par des pirates informatiques ; après cela, Zombie déclare que cette version du film n'est pas la version qui s'apprêtait à être diffusée dans les cinémas car de nouvelles scènes avaient été tournées. Malgré tout, certaines scènes originales sont encore présentes dans la version Director's cut du film qui est sortie en décembre 2007 avec le DVD américain. Dans cette version, on trouve la scène de l'évasion vue dans la copie de travail et certaines autres scènes sont allongées ou différentes. La première fin est, quant à elle, diffusée dans les bonus du DVD.
En raison de la « violence extrême et sanglante, du contenu sexuel, de la nudité et de la violence verbale », le film est classé « R - Restricted » lors de sa sortie aux États-Unis, ce qui signifie qu'une personne de moins de 17 ans doit être obligatoirement accompagnée d'un adulte. En France, le film est interdit aux moins de 16 ans en raison de « l'extrême violence du film et du rôle éprouvant et malsain de l'enfant tuant les membres de sa famille. » par le Centre national du cinéma et de l'image animée. En Belgique, le film est classé « ENA », ce qui signifie qu'il est interdit aux moins de 16 ans par la Commission intercommunautaire de contrôle des films. Au Québec, le film est classé 16 + « Violence » et « Langage vulgaire », ce qui signifie qu'un enfant de moins de 16 ans ne peut visionné le film en raison d'une « violence gratuite, sanglante, traitée de façon réaliste et présentée de façon presque ininterrompue. »

### Musique
La musique du film est composée par Tyler Bates, qui avait déjà travaillé avec Rob Zombie sur son précédent film, The Devil's Rejects. Sur la reprise des thèmes du film original, le compositeur s'est employé à reprendre les musiques qui ont fait le succès du film de Carpenter, même s'il aurait voulu qu'il y ait moins de thèmes classiques et plus de création artistique.
La sortie de la bande originale du film est annoncée le 5 juillet 2007 par Bloody-Disgusting. Cette bande originale ne contient que deux thèmes de Tyler Bates, qui compose la musique du film, avec la version 2007 du célèbre thème original composé jadis par John Carpenter. Mais elle dévoile aussi des musiques rock de la culture populaire américaine des années 1960, 70 et 80 telle que God Of Thunder de Kiss, Love Hurts de Nazareth, Don't Fear The Reaper de Blue Öyster Cult, déjà entendu dans Halloween : La Nuit des masques, ou encore la reprise de Mr. Sandman par Nan Vernon. Il y a aussi 12 pistes de dialogues provenant du film. L'album du film est sorti le 21 août 2007. L'intégrale des musiques composées par Tyler Bates sont sortis exclusivement au format numérique en 2007.

## Accueil

### Accueil critique

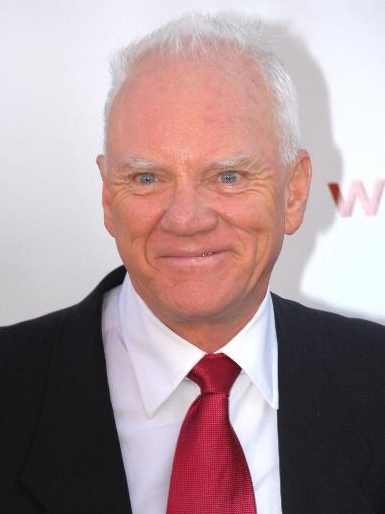
Malcolm McDowell, interprète du Dr Samuel Loomis, en 2007.

Le film reçoit des critiques assez mitigées dans la presse. À partir de 122 avis recueillis par Rotten Tomatoes, Halloween reçoit une note de 28 % d'approbation globale avec une note de 59 % émis par les spectateurs, l'avis général émis par les membres du site étant que « Rob Zombie n'apporte pas beaucoup de nouvelles idées à la série des Halloween, ce qui en fait une nouvelle déception pour les fans de la franchise. » Richard Harrington, de The Washington Post, n'aime pas les dialogues et le développement des personnages. Roger Moore, du Orlando Sentinel, déclare quant à lui : « Ce remake d'Halloween n'est vraiment pas effrayant, c'est la seule chose que vous devez savoir à ce sujet. »
Néanmoins, le film fait aussi l'objet de nombreuses critiques positives de la part de la presse américaine. Peter Hartlaub, du San Francisco Chronicle, estime que Zombie a réussi à la fois « d'intégrer son propre univers sur la franchise Halloween, et de rendre hommage au film de Carpenter. » Wesley Lovell du Cinema Sight considère que Rob Zombie a étonnement bien modernisé le célèbre classique de l'horreur. Pour Kyle Smith, du New York Post, Halloween est le Batman Begins des films d'horreur.
En France, le film obtient une moyenne de 3,3/5 sur Allociné, sur l'interprétation de 18 critiques de presse recensées. TéléCinéObs trouve que « Le film verse dans une surenchère gore qui finit par lasser. » Mcinéma trouve quant à lui que « le résultat est malgré tout décevant. La première partie du long-métrage est plutôt intéressante. Passés trois quarts d'heure, le film opère un virage à 180 degrés et accumule les poncifs du genre ». Le magazine Brazil déclare que « Rob Zombie a complètement dépoussiéré le Halloween d'origine en le lustrant finement de perles de sang. » Pour aVoir-aLire, « la préquelle et remake du Halloween de Carpenter ne fait pas d'ombre à son modèle mais accroche brillamment grâce à la patte sauvage de Rob Zombie. » Pour L'Écran fantastique « Rob Zombie parvient à rendre hommage au film original tout en apportant sa propre vision et son style flamboyant. » Pour finir, L'Express trouve qu'Halloween est « le meilleur remake de ces dernières années mais aussi le moins fidèle. »

### Box-office
Aux États-Unis, pour son week-end d'ouverture, Halloween rapporte plus de 26,3 millions de dollars avec un supplément de 4,2 millions pour le Labor Day, la fête du travail américaine. Au total du premier week-end, le film rapporte plus de 30,5 million de dollars. Il bat ainsi le record du meilleur démarrage pour la période du Labor Day. Un record qu'il garde pendant quatorze ans avent d'être battu en 2021 par le blockbuster de Marvel Studios Shang-Chi et la Légende des Dix Anneaux. Dans le monde entier, le film rapporte 80 460 948 $.
En France, le film démarre son premier jour d'exploitation avec 6 607 entrées. Pour son week-end d'ouverture, Halloween réalise 38 838 entrées pour ensuite finir sa première semaine avec 47 420 entrées. Le film termine sa course avec 79 631 entrées pour toute son exploitation dans l'hexagone. C'est beaucoup moins que les entrées du précédent film, Halloween : Resurrection, qui en avait totalisé 108 189 mais néanmoins quelque peu supérieur au film Massacre à la tronçonneuse : Le Commencement, sorti la même année en France, qui totalise 79 494 entrées. Au Québec, le film rapporte 312 220 $ lors de son premier week-end d'exploitation avec, finalement, un total de 603 047 $.
| Pays ou région       | Box-office     | Date d'arrêt du box-office | Nombre de semaines |
| -------------------- | -------------- | -------------------------- | ------------------ |
| États-Unis et Canada | 58 272 029 $   | 13 décembre 2007           | 15                 |
| France               | 79 631 entrées | 13 décembre 2007           | 15                 |
| Québec               | 603 047 $      | 16 septembre 2007          | 3                  |
| Total mondial        | 80 460 948 $   | 13 décembre 2007           | 15                 |

## Distinctions
Sauf indication contraire, les informations mentionnées dans cette section peuvent être confirmées par les bases de données cinématographiques IMDb et Allociné,  présentes dans la section « Liens externes ».

### Récompenses
2007
- Rondo Hatton Classic Horror Awards : Rondo Statuette du meilleur film pour Rob Zombie

2008
- Scream Awards : Scream Award du meilleur remake

### Nominations
2007
- Festival international du film fantastique de Catalogne : meilleur film pour Rob Zombie
- Fright Meter Awards : meilleure actrice dans un second rôle pour Sheri Moon Zombie

## Analyse
Rob Zombie a toujours été un grand fan du film Orange mécanique. Ainsi, la présence de Malcolm McDowell dans le rôle de Loomis, le psychiatre de Myers, fait référence à son personnage de dégénéré d'Alex DeLarge qui, dans le film de Stanley Kubrick, subi une longue période de traitement pour se débarrasser de sa violence. Dans Halloween, il a cette fois le rôle du psychiatre qui essaie de guérir Michael de ses tourments.
Il y a aussi beaucoup de ressemblance entre l'histoire d'Halloween et celle de Frankenstein ou le Prométhée moderne. Dans cette nouvelle version, Michael Myers possède un physique beaucoup plus imposant, il est grand et brutal, comme l'était Boris Karloff dans le film de 1931, dont Zombie a toujours avoué être fan. Myers et le monstre de Frankenstein évoluent tous deux dans un monde où ils sont rejetés par la société, la relation entre Michael et Loomis est aussi semblable à celle de Victor Frankenstein et de sa créature.

## Autour du film

### Éditions en vidéo
Le film sort en DVD le 18 décembre 2007 aux États-Unis avec deux éditions différentes éditées par Genius Products, la première reprend la version diffusée au cinéma tandis que la deuxième éditions propose la version Director's cut du film. Les deux éditions contiennent un second disque avec des suppléments tels que des scènes coupées et une fin alternative, des interviews des acteurs et du réalisateur, un commentaire audio, un bêtisier et des documentaires retraçant la production du film.
Le film ressort le 7 octobre 2008 dans une édition DVD trois disques contenant uniquement la version Director's cut, le disque des bonus de l'édition précédente et le troisième disque propose un making-of d'une durée de 4 h 20 nommé Michael Lives. Une édition Blu-ray, avec le même contenu répartis sur deux disques, sort le 21 octobre 2008. Halloween ressort en Blu-ray dans le coffret réunissant l'intégrale de la saga Halloween, édité par Scream Factory et Anchor Bay, le 23 septembre 2014.
En France, le film sort en DVD le 7 mai 2008 dans une édition deux disques éditée par TF1 Vidéo. Le DVD collector propose uniquement la version diffusée au cinéma. L'édition française reprend le même contenu que l'édition américaine à l'exception du commentaire audio et de la version Director's cut. Aussi, le making-of de 4 h 20 n'est pas présent dans cette édition. Halloween ressort le 31 mars 2010 dans un coffret édité par Wild Side réunissant les deux Halloween réalisés par Rob Zombie.

### Versiondirector's cut
Une version director's cut, plus longue d'environ 11 minutes, est éditée en vidéo. C'est version est non-classifiée (unrated en anglais) alors que la version cinéma était classée R aux Etats-Unis. Cette nouvelle n'est cependant pas beaucoup plus violente et contient principalement des scènes rallongées.

### Suite
Comme Halloween est un énorme succès au box office américain, les producteurs de la franchise lancent le projet d'une suite, annoncée officiellement lors de la convention du 30e anniversaire de La Nuit des masques. Bien que plusieurs personnes soient envisagées pour la réalisation, dont les français Julien Maury et Alexandre Bustillo, c'est Rob Zombie lui-même qui est choisi par les producteurs pour écrire, produire et réaliser la suite de son film. Comme pour le premier, Zombie accepte uniquement s'il peut réinventer la franchise à sa manière. Pour cette suite, il s'emploie à changer beaucoup d'éléments connus de la franchise pour apporter de nouveaux détails inédits. Halloween 2 n'est donc pas un remake du film de 1981 mais bien une suite tout droit sortie de l'imaginaire du réalisateur.

### Postérité
Le film est dédié à la mémoire de Moustapha Akkad, producteur des huit premiers Halloween, qui a trouvé la mort le 11 novembre 2005 à Amman en Jordanie dans un attentat.